# Felsen-Kreuzdorn
Der Felsen-Kreuzdorn (Rhamnus saxatilis) ist ein Vertreter der Gattung Kreuzdorn (Rhamnus). Er bevorzugt sonnige, felsige Hanglagen, was seinen Namen erklärt.

## Beschreibung
Der Felsen-Kreuzdorn ist ein sommergrüner, niedrig bleibender, maximal 1,5 Meter hoher Strauch. Die Äste stehen dicht und bestehen aus Kurz- und Langtrieben. Die Langtriebe können in einem Dorn enden.

### Blätter

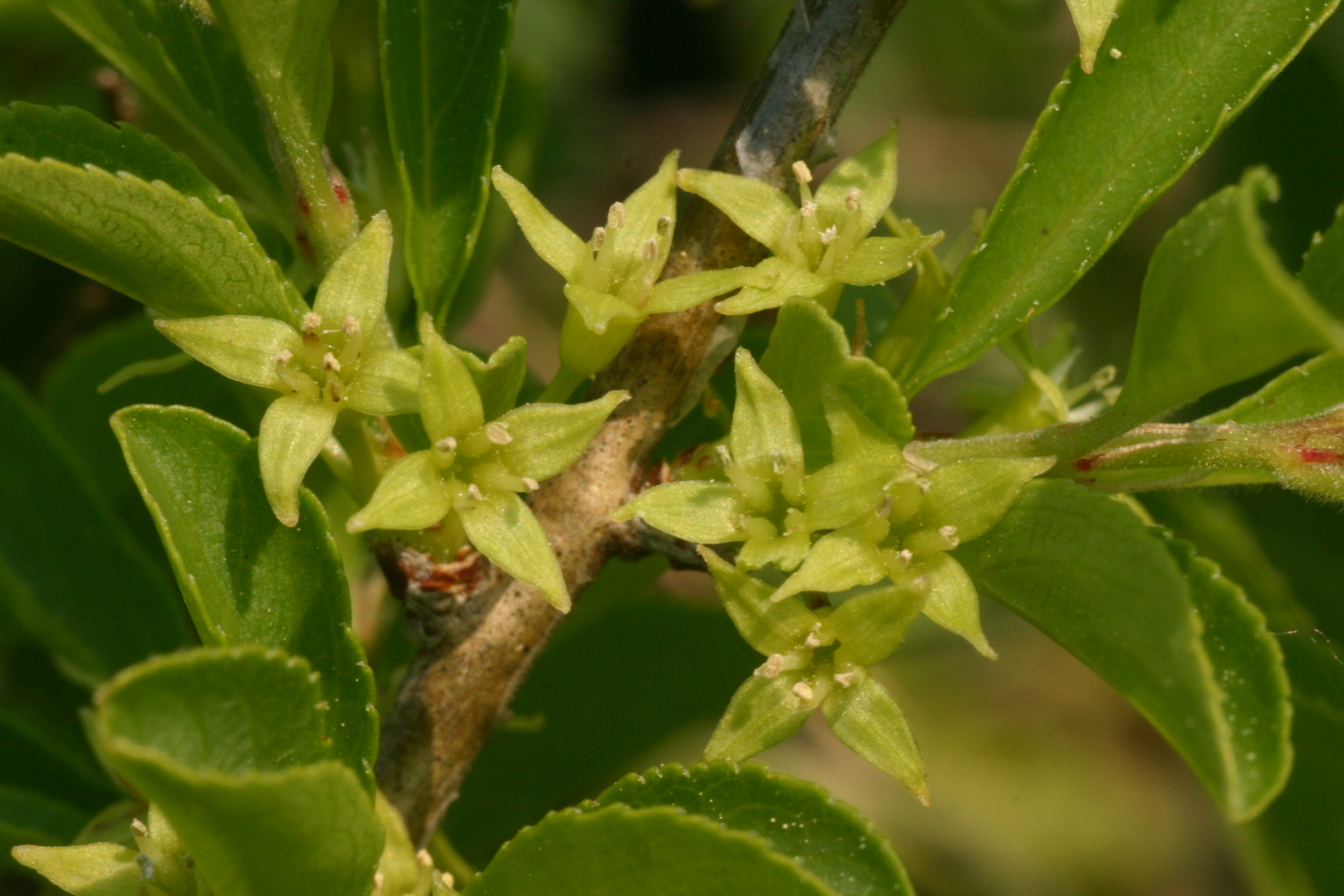
Felsen-Kreuzdorn (Rhamnus saxatilis)

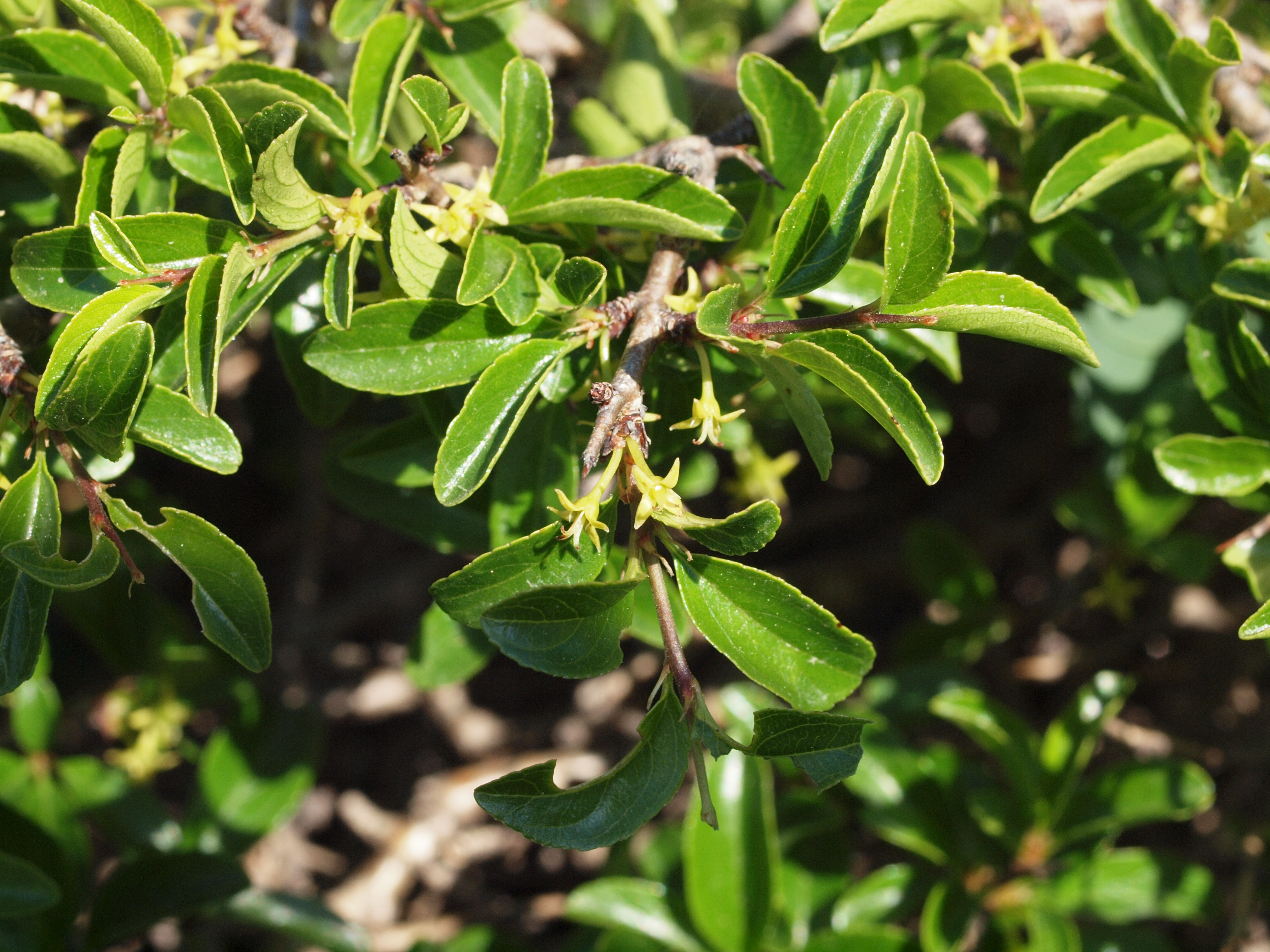
Felsen-Kreuzdorn aus den südöstlichen Dinariden

Die Blattstellung ist gegenständig bis schief gegenständig. An Kurztrieben treten die Blätter büschelig auf. Die Blattstiele werden bis zu 1,5 Zentimeter lang, die Blattspreiten haben eine Länge von 0,8 bis 3 Zentimetern und eine Breite von 0,5 bis 1,5 Zentimetern. Die Blattform ist meist länglich-elliptisch, seltener rundlich, der Blattrand fein gesägt. Es werden kleine Nebenblätter gebildet, die rasch abfallen. Die Winterknospen liegen seitlich am Spross an und sind mit Knospenschuppen (Tegmenten) bedeckt.

### Blüten
Der Felsen-Kreuzdorn blüht unscheinbar in büscheligen Blütenständen aus wenigen Einzelblüten, die an den Blattachseln gebildet werden. Die Einzelblüten sind vierzählig, gelblich bis grünlich und 4 bis 7 Millimeter lang gestielt. Die Blüten können sowohl zwittrig als auch eingeschlechtig sein. Die vier linealischen Kelchblätter sind gelblich-grün. Es werden vier, selten auch fünf linealische Kronblätter gebildet, die etwa gleich lang wie die vier bis fünf Staubblätter sind. Bei den weiblichen Blüten fehlen die Kronblätter häufig. Der Fruchtknoten ist oberständig. Blütezeit ist von April bis Mai.

### Früchte
Die Früchte sind schwarzblaue, runde und beerenartige Steinfrüchte, die drei Steinkerne mit jeweils einen Samen enthalten. Das Perikarp ist fleischig.

### Chromosomenzahl
Die Chromosomenzahl beträgt 2n = 24.

## Verbreitung und Standortansprüche

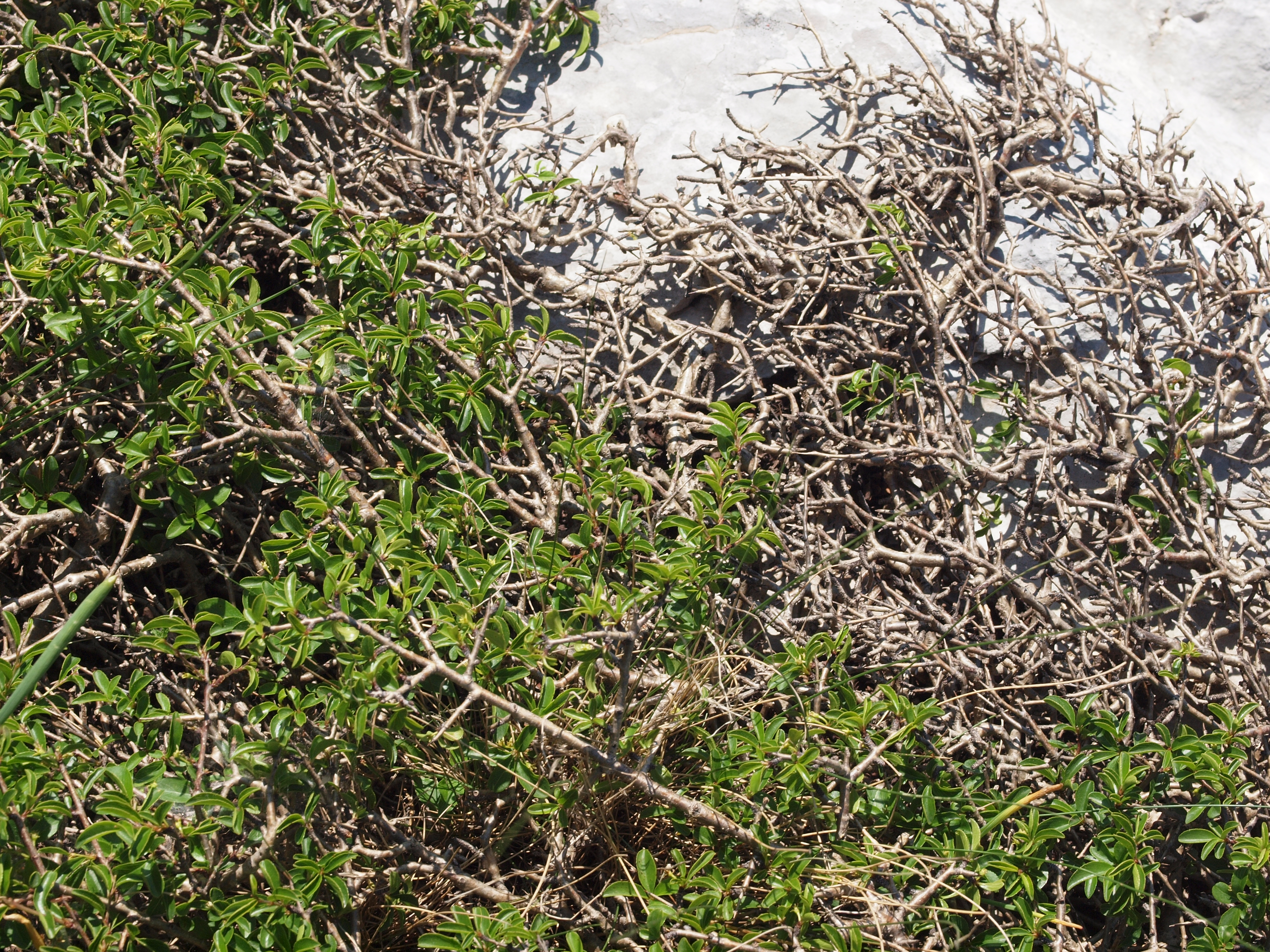
Habitus an einer Windkante in der oromediterranen Stufe im Orjen, Montenegro ca. 1750 m

Das Zentrum des natürlichen Verbreitungsgebiets liegt im südlichen Mitteleuropa und in Südosteuropa. In Tirol bei Leutasch findet man die Art bis auf 1300 Meter Seehöhe, im Veltlin bis 1400 und in Frankreich bis 1500 Meter Meereshöhe. Die Südgrenze des Verbreitungsgebiets liegt in Mittelitalien und Nordspanien. Im Westen kommt Rhamnus saxatilis auch in Süd- und Südostfrankreich vor. Im Osten erstreckt sich das Verbreitungsgebiet über große Teile von Ungarn, Serbien, Bulgarien und Rumänien, nach Norden kommt er bis Süddeutschland vor.
Der Felsen-Kreuzdorn bevorzugt sonnige, trockene und felsige Hanglagen. Halbschatten wird toleriert, feuchte Standorte werden gemieden. Man trifft ihn häufig auf basischem und stickstoffarmen Untergrund, er gilt als Anzeiger für Kalkböden. In Mitteleuropa ist er eine Erici-Pinion-Verbandscharakterart, kommt aber auch in Gesellschaften der Ordnung Quercetalia pubesceti-petraeae, Brometalia oder des Verbands Berberidion vor.
Die ökologischen Zeigerwerte nach Landolt et al. 2010 sind in der Schweiz: Feuchtezahl F = 2 (sehr trocken), Lichtzahl L = 3 (halbschattig), Reaktionszahl R = 5 (basisch), Temperaturzahl T = 4+ (warm-kollin), Nährstoffzahl N = 2 (nährstoffarm), Kontinentalitätszahl K = 4 (subkontinental).

## Systematik
Der Felsen-Kreuzdorn wird der Untergattung Eurhamnus zugeordnet.
Im Mittelmeerraum kommen insgesamt folgende Unterarten des Felsen-Kreuzdorns (Rhamnus saxatilis Jacq., Syn.: Rhamnus villarsii Jord., Rhamnus saxatilis subsp. villarsii (Jordan) P.Fourn.) vor:
- Rhamnus saxatilis subsp. infectoria (L.) P.Fourn. (Syn.: Rhamnus infectoria L.), kommt nur in Spanien, Frankreich und Italien (mit Sizilien) vor.[4]
- Rhamnus saxatilis subsp. prunifolia (Sm.) Aldén (Syn.: Rhamnus prunifolia Sm.), kommt nur in Griechenland, in der Ägäis und in Kroatien vor.[4]
- Rhamnus saxatilis subsp. rhodopea (Velen.) Aldén (Syn.: Rhamnus rhodopea Velen.), kommt nur auf der Balkan-Halbinsel, in Kleinasien und in der Ägäis vor.[4]
- Rhamnus saxatilis subsp. saxatilis
- Rhamnus saxatilis subsp. tinctoria Nyman, kommt in der Schweiz, in Kroatien, Serbien, Ungarn, auf der Balkanhalbinsel, in Bulgarien, Rumänien, in der Ukraine und in Moldawien vor.[4]

## Verwendung
Der Felsen-Kreuzdorn hat keine wirtschaftliche Bedeutung, Anbauten sind nicht bekannt. In Frankreich werden die Früchte von Rhamnus cathartica subsp. infectoria als 'Graines d'Avignon' gesammelt.

## Nachweise